# Linde Verbeek
Linde Verbeek (Leiden, 23 juni 1981) was een Nederlandse roeister bij de Wageningse studentenroeivereniging Argo (Rijnhaven). In 2005 en 2006 kwam ze uit in het nationale lichte damesteam. Ze studeerde in die periode Internationaal Land- en Waterbeheer aan de Wageningen Universiteit.
Verbeek roeide in de lichte damesselectie wat betekende dat zij bij wedstrijden onder de 59 kilo moest wegen. Zij roeide in de skiff (eenpersoons-boot), de dubbel-twee en de dubbel-vier.
In 2007 zette een punt achter haar top-sportcarrière.

## Titels
- Wagenings sportvrouw van het jaar - 2004, 2005

## Belangrijkste prestaties
- 2004:  1e plaats - LDSA 1x Koninklijke Hollandbeker
- 2004:  3e plaats - LDSA EK Indoorroeien
- 2005:  1e plaats - LDSA 4x International Springregatta, Essen (GER)
- 2005:  1e plaats - LDSA 1x Nationaal kampioenschap
- 2005:  2e plaats - LDSA 2x Nationaal kampioenschap
- 2005:  4e plaats - LDSA 4x Wereldbeker III, Luzern (SUI)
- 2005:  5e plaats - LDSA 4x WK, Gifu (Japan)
- 2005: 20e plaats - DSA  NK Indoorroeien
- 2006:  6e plaats - LDSA 2x Wedauregatta, Duisburg (GER)
- 2006:  3e plaats - LDSA 1x Nationaal kampioenschap
- 2006:  1e plaats - LDSA 2x Koninklijke Hollandbeker
- 2006: 13e plaats - LDSA 2x Wereldbeker III, Luzern (SUI)
- 2006: 18e plaats - LDSA 2x WK, Eton (GBR)